# Potápěč hnědý
Potápěč hnědý (Colymbetes fuscus) je druh brouka vyskytující se v Palearktické oblasti, počítaje v to Evropu, Blízký Východ a Severní Afriku. V Evropě ho najdeme v: Rakousku, Bělorusku, Belgii, Bosně a Hercegovině, Velké Británii (počítaje v to Shetlandy, Orkneje a Hebridy a ostrov Man), Bulharsku, Chorvatsku, Česku, Lucembursku, Lichtenštejnsku, Maďarsku, Srbsku a na Baleárských ostrovech, Normanských ostrovech, Korsice, Kypru. Vyskytuje se také v pevninské části Německa, Francie, Dánska, Estonska, Finska, evropské části Turecka, Řecka, Irské republiky, Itálie, Litvy, Lotyšska, Malty, Severního Irska, Norska, Portugalska, Polska, Ruska, Španělska, Švédska, Nizozemska, Ukrajiny a Černé Hory.

## Popis
Potápěč hnědý má oválné tělo dlouhé 16 až 17 mm. Jeho krovky mají žluto-hnědé zbarvení. Spodní část těla je černá.

## Způsob života
Na jaře klade samička na vodní rostliny svá vajíčka. Zřídka probíhá kladení na podzim. Larvy se z vajíček líhnou po zimě, žijí na vodních rostlinách a jsou dravé. Jako první požírají plankton, následně pulce a larvy hmyzu. Dospělci umí dobře létat.

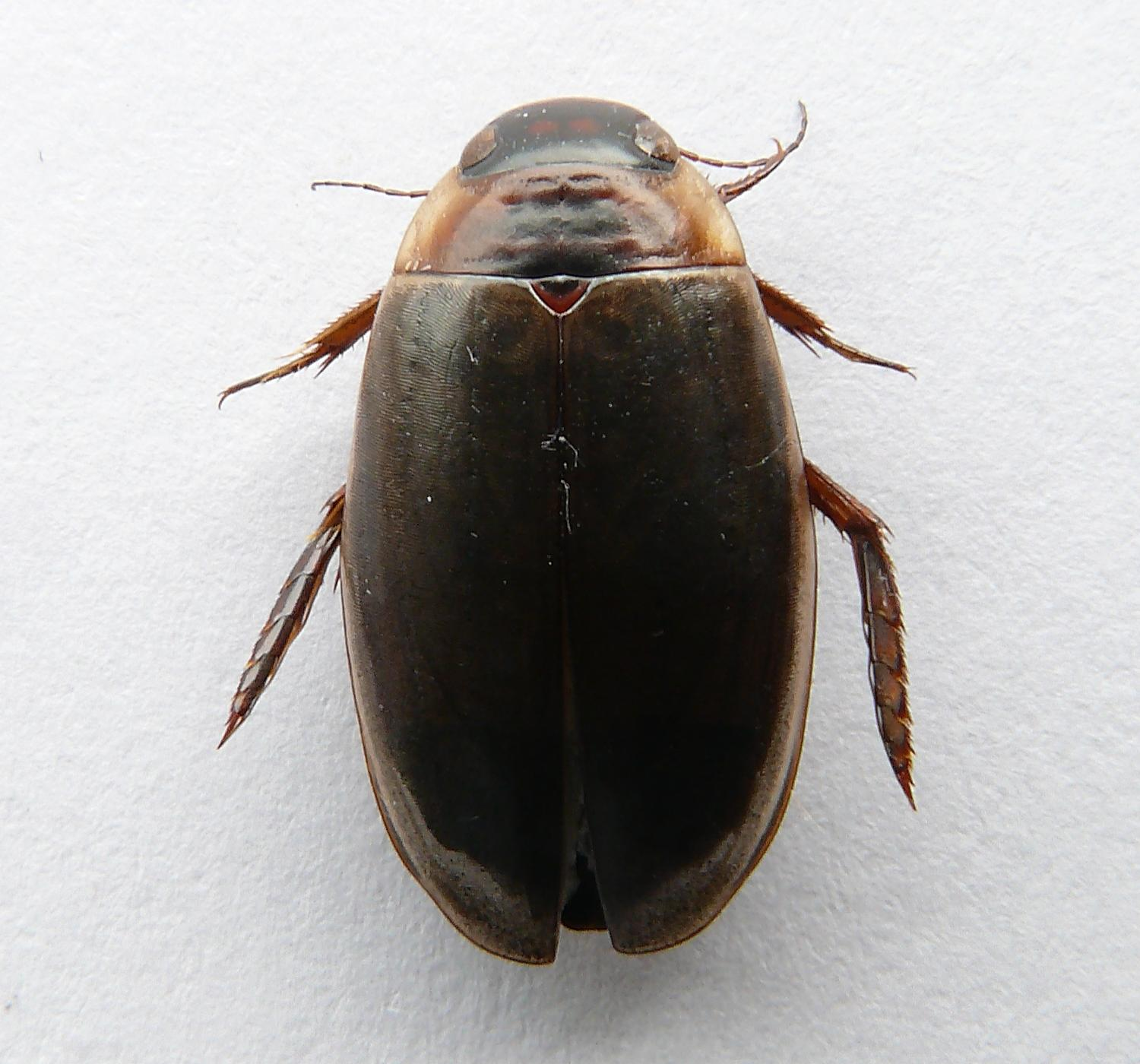
Svrchní strana
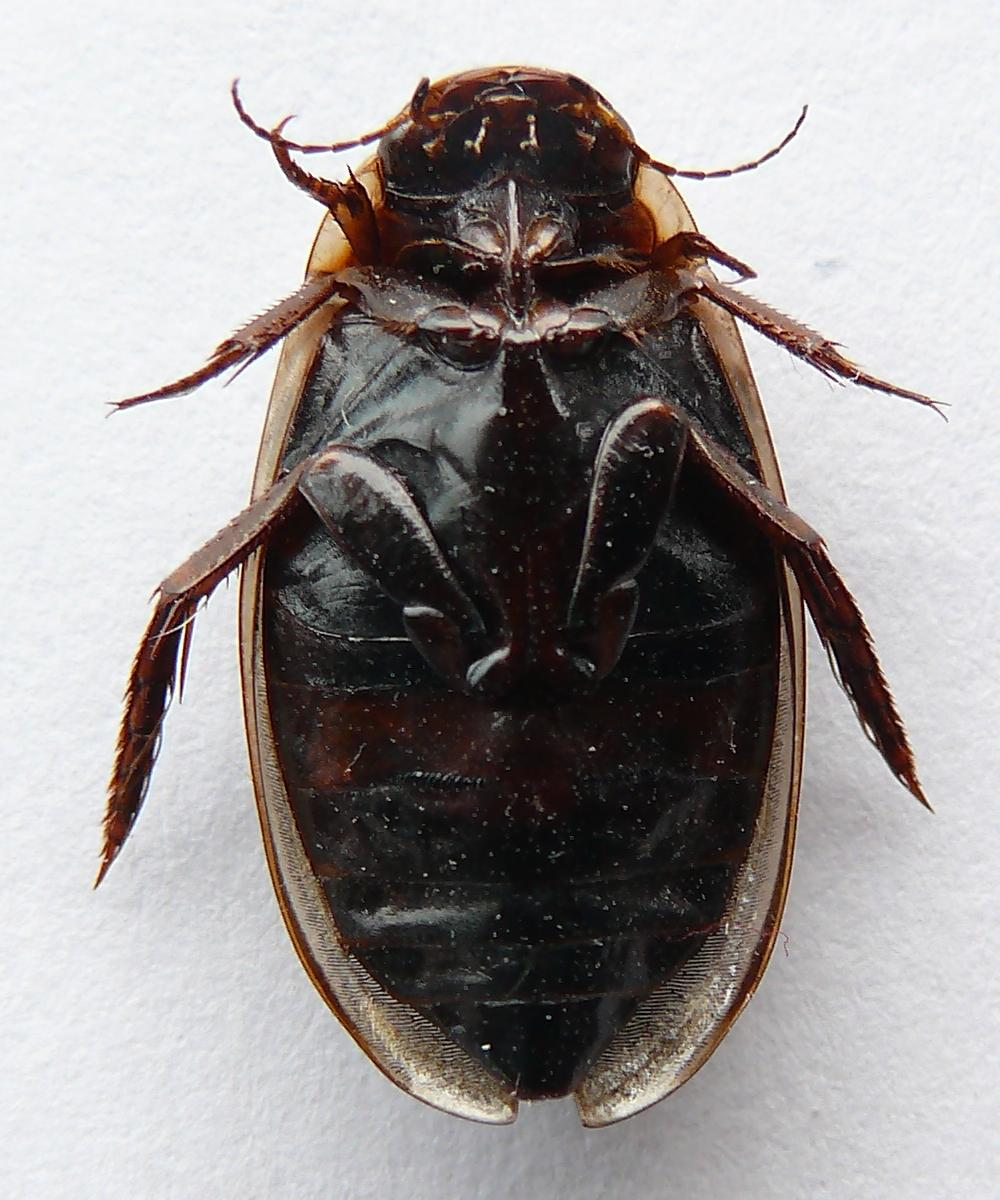
Břišní strana